# Nagy Virgil
Nagy Virgil, teljes nevén Nagy Virgil Zsigmond Ince (Temesvár, 1859. április 25. – Budapest, 1921. november 8.) magyar építészmérnök, egyetemi tanár.

## Életpályája
Nagy Ince és Tóth Paulina fiaként született. 1885-ben fejezte be tanulmányait a budapesti Műegyetemen. Az általános művészettörténet tanársegédje volt, később magántanári állást kapott. 1905-től az ókori építészet nyilvános, rendes tanára lett. Tervezői, építészet- és művészettörténeti írói tevékenysége egyaránt jelentős.
Az 1910-es években részt vett a számos építészt bevonó Bárczy István-féle kislakás- és iskolaépítési programban, ennek keretében egy nagy méretű bérházat tervezett a budapesti Margit körútra.
A Farkasréti temetőben helyezték nyugalomra (46/6-1-6/7-es parcella). A sír építészeti részét Wälder Gyula, domborművét Bory Jenő készítette. A síremlék 2002 óta védelem alatt áll.

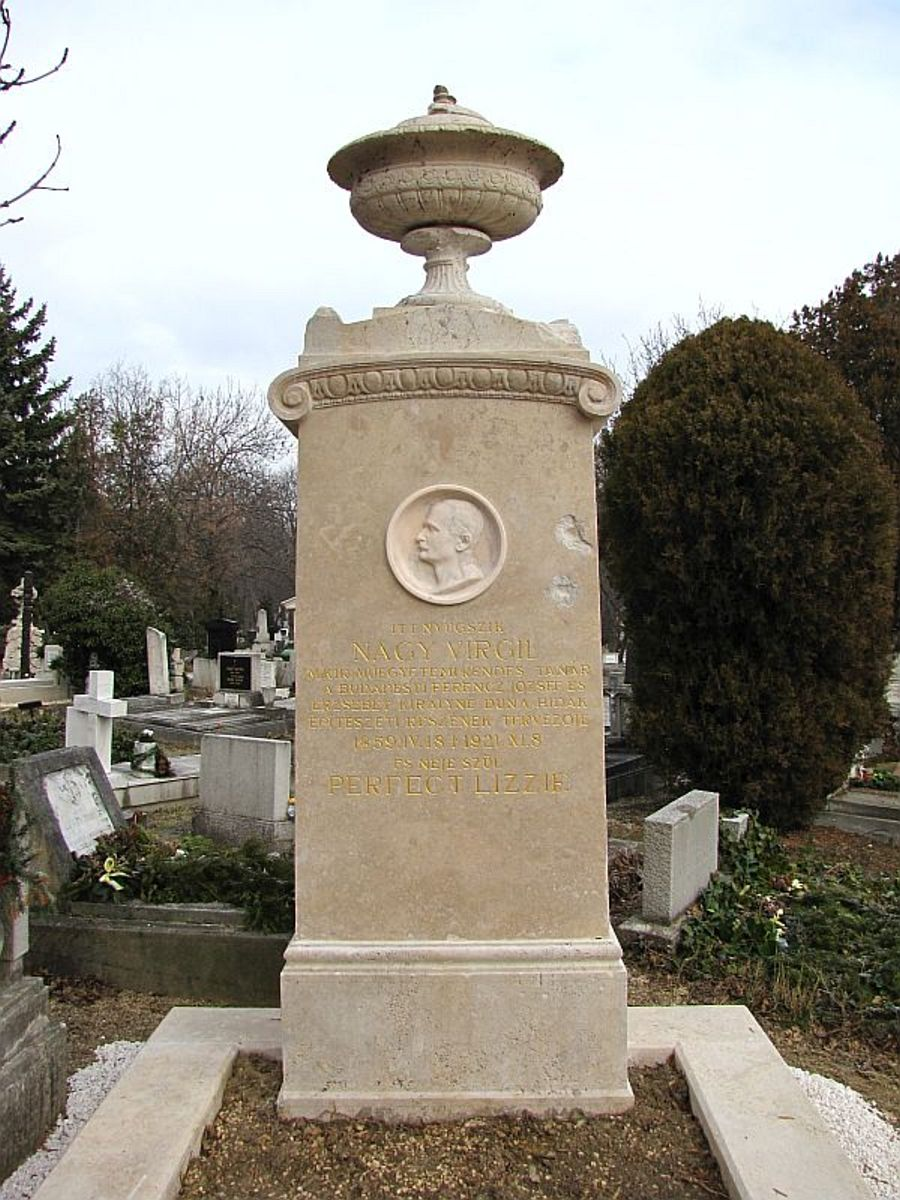
Sírja a Farkasréti temetőben

## Ismert épületei
- 1892: Városháza, Losonc (Kolbenheyer Viktorral közös alkotás)[9][10]
- 1894–1896: Újvárosi református templom, Mezőtúr, Sugár utca[11]
- 1900: Görögkeleti székesegyház, Nagyszeben (Kommer Józseffel közös alkotás)[12][13]
- 1902–1904: Magyarok Nagyasszonya-társszékesegyház (Samassa templom), Nyíregyháza, Kossuth tér 4. (Kommer Józseffel közös alkotás)[12]
- 1906: római katolikus templom, Jászkísér[10][14]
- 1911: Budai Állami Tanítóképezde /  I. kerületi állami elemi Tanítóképző Intézet (ma: ELTE Tanító- és Óvóképző Kar),[15] Budapest, Mozdony (Kiss János) utca 40.[10][16] (1945 után díszeitől megfosztva állították helyre)
- 1911–1912:  Székesfővárosi kislakásos bérház, Budapest, Margit körút 64. (épült Bárczy István kislakás- és iskolaépítési programja keretében)[17][18]
- ?: Orczy-kastély, Újszász[10]
- ?: Városháza, Kaba[10]

1904-ben az ő tervei alapján készült el az Egri főszékesegyház (Eger, Pyrker János tér 1.) szószéke, más források szerint főoltár, a stallumok, és az eklektikus belső tér.
1895-ben a Guttmann József tervei alapján épült korábbi postaépület felhasználásával, Nagy Virgil tervei szerint 1910–1911-ben készült el a Nagyváradi Postapalota.

### Tervben maradt épületek
- 1905: iparostanonc iskola, Budapest[10]

### Hidak
- 1893: Ferenc József híd (más néven Fővám téri dunai híd, ma Szabadság híd) architektúrája, Budapest[22]
- 1903: az eredeti Erzsébet híd architektúrája, Budapest (a híd 1945-ben elpusztult)[22]

## Díjai, elismerései
- A Mérnök Egylet Hollán-pályadíja (1896)

## Képtár

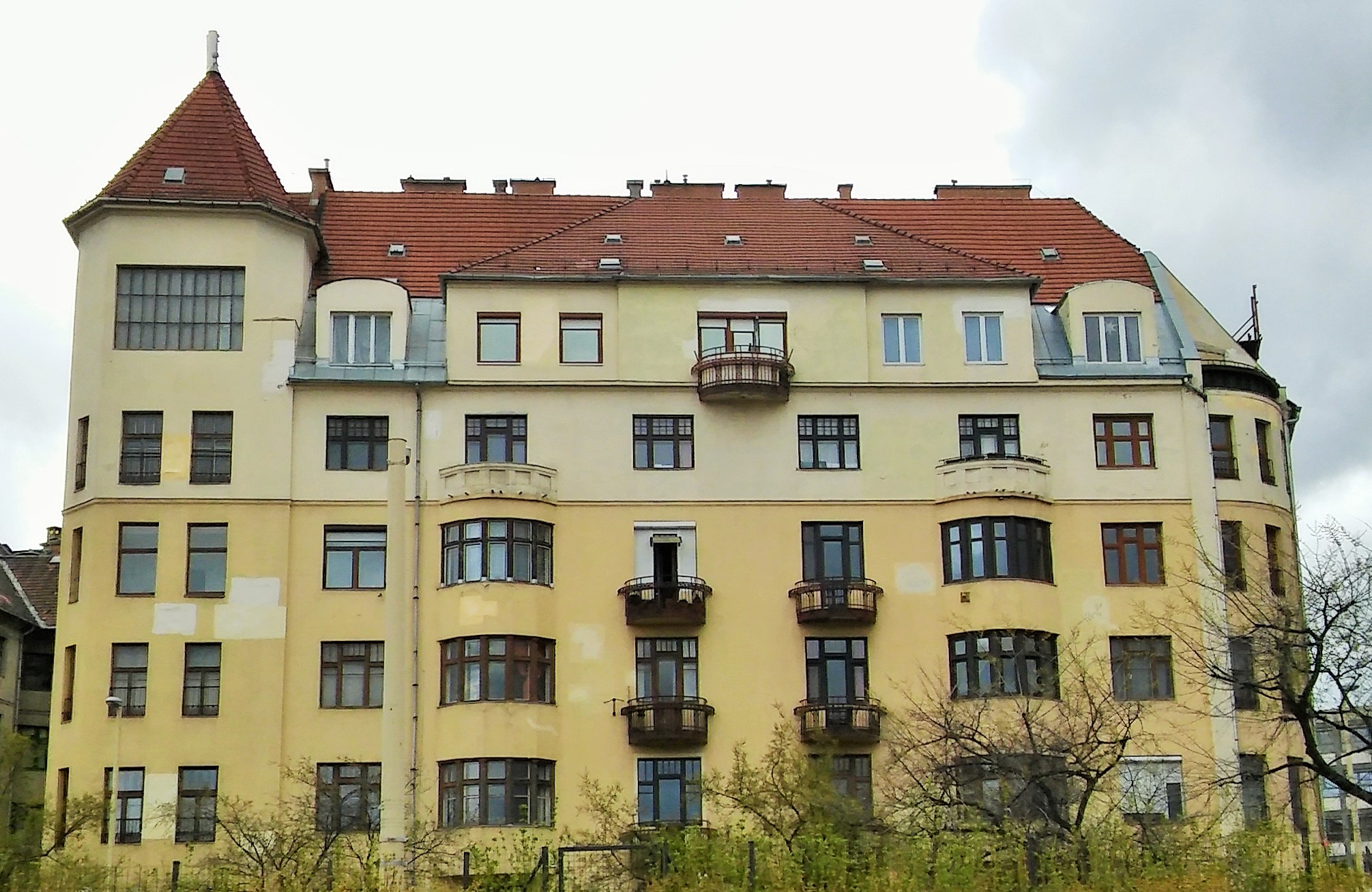
Székesfővárosi kislakásos bérház, Budapest
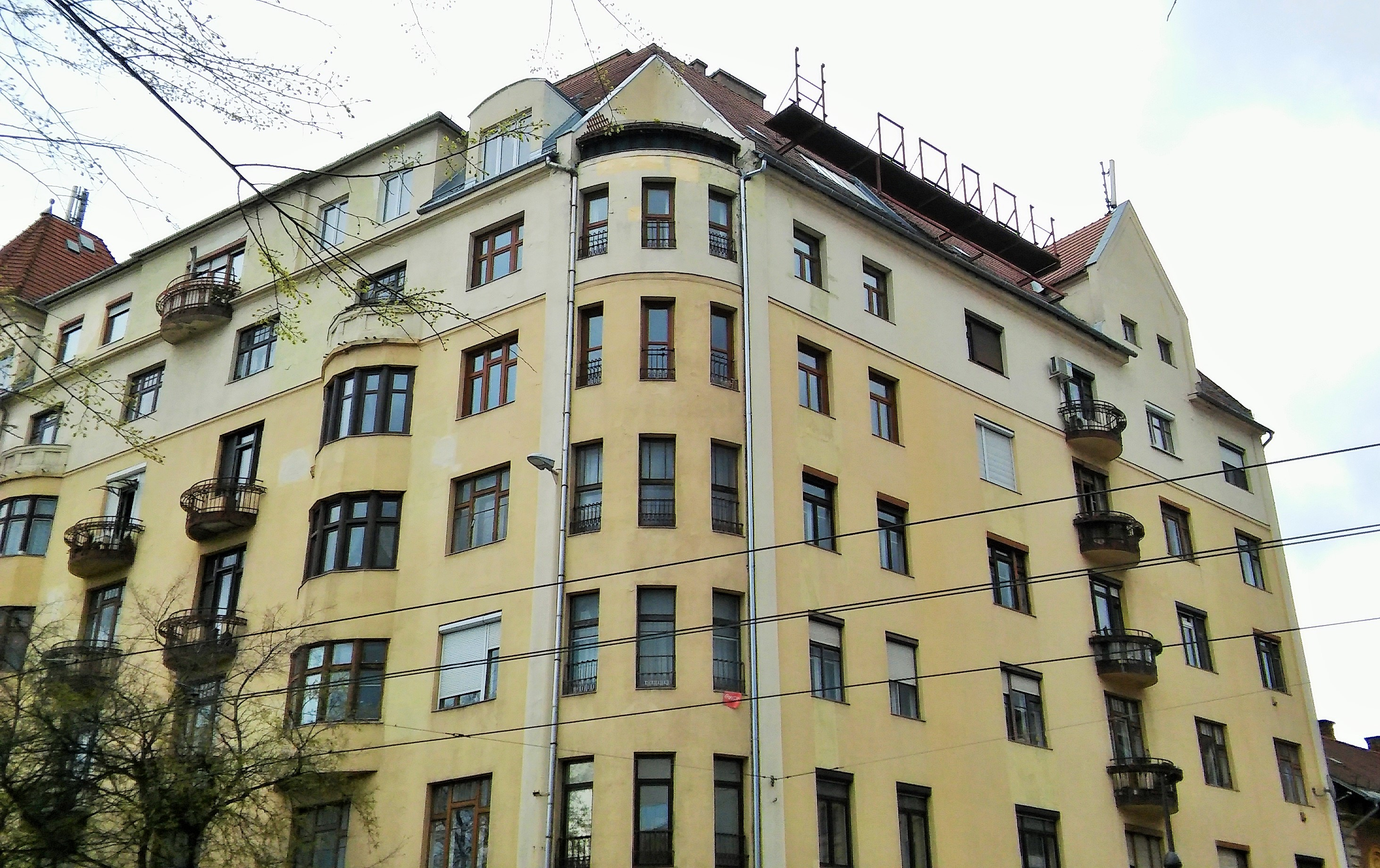
Székesfővárosi kislakásos bérház, Budapest
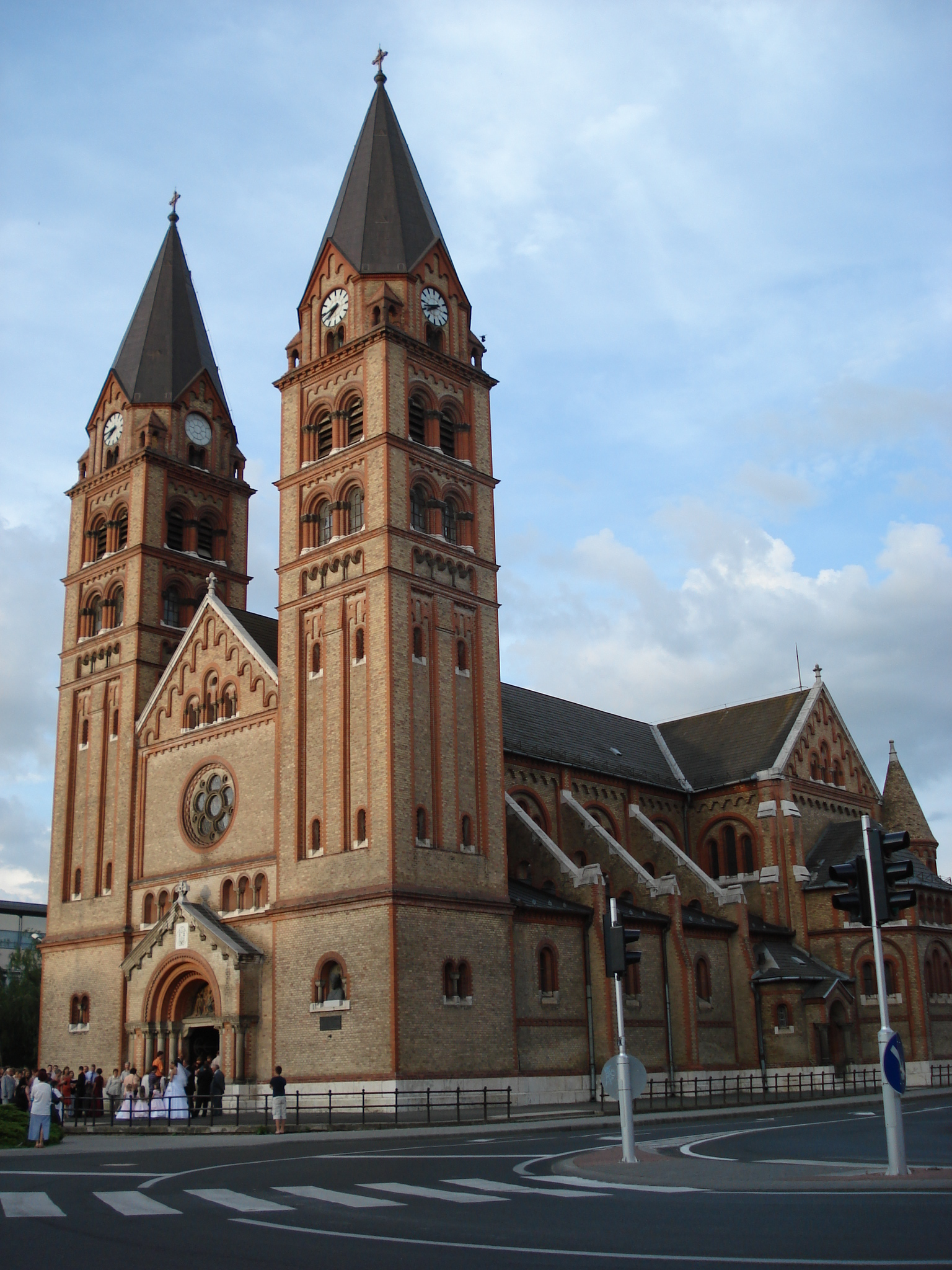
Magyarok Nagyasszonya-társszékesegyház, Nyíregyháza
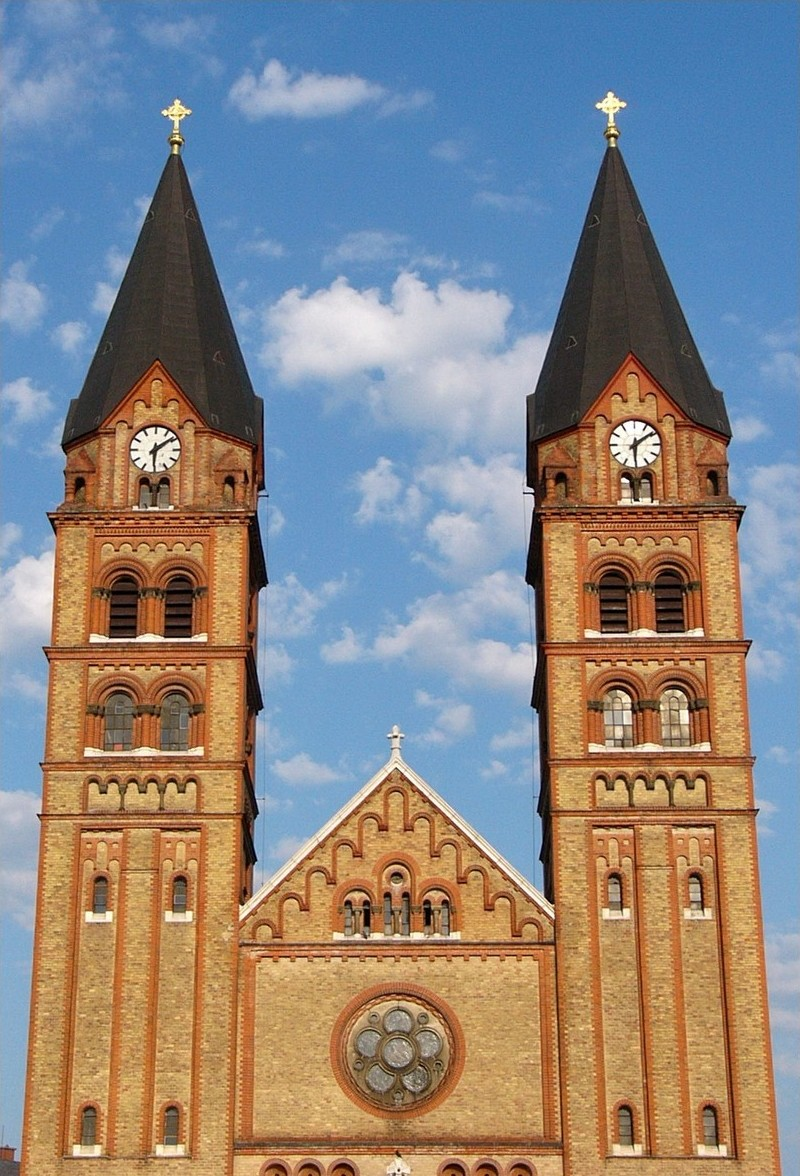
Magyarok Nagyasszonya-társszékesegyház, Nyíregyháza
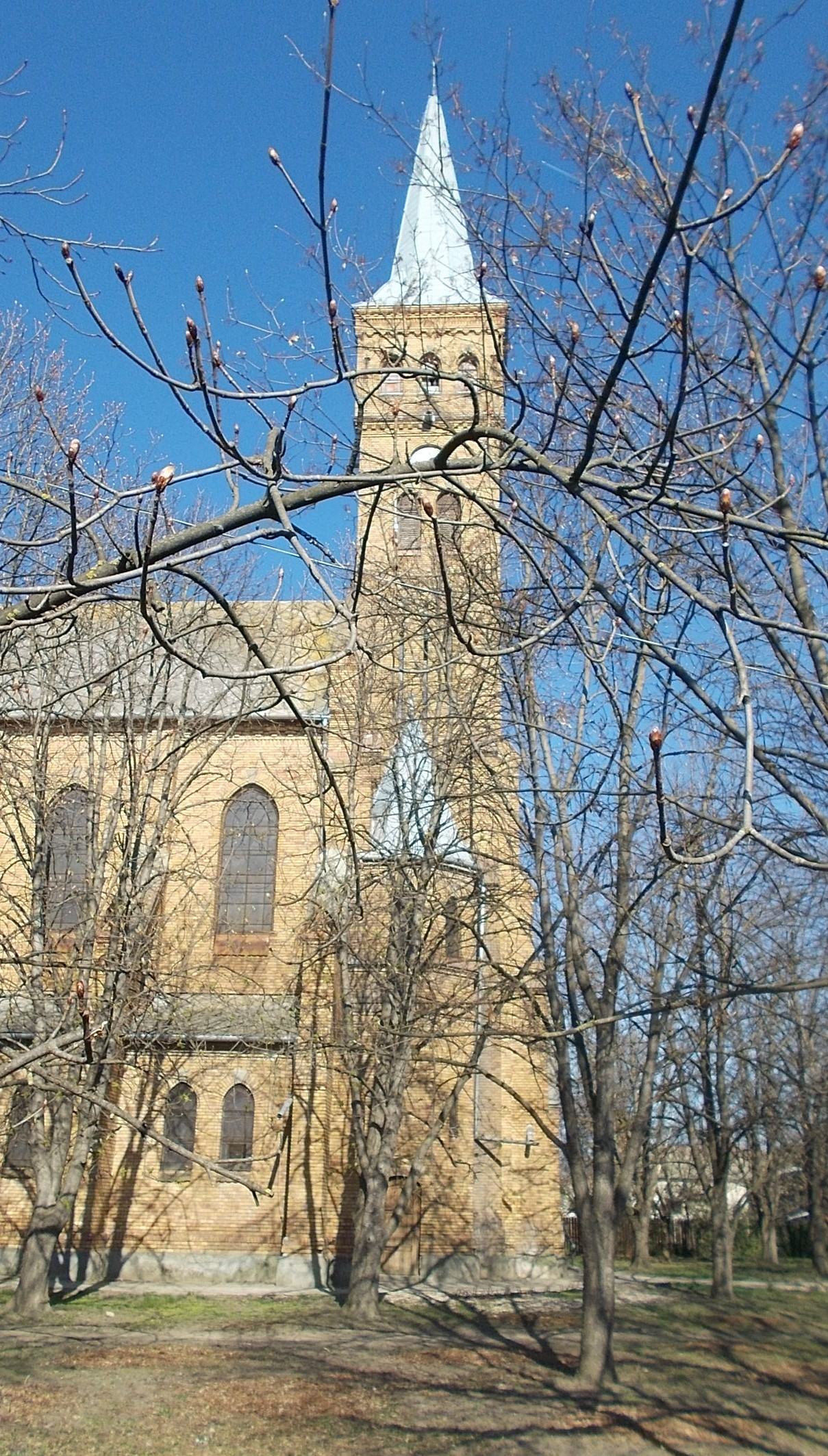
Újvárosi református templom, Mezőtúr
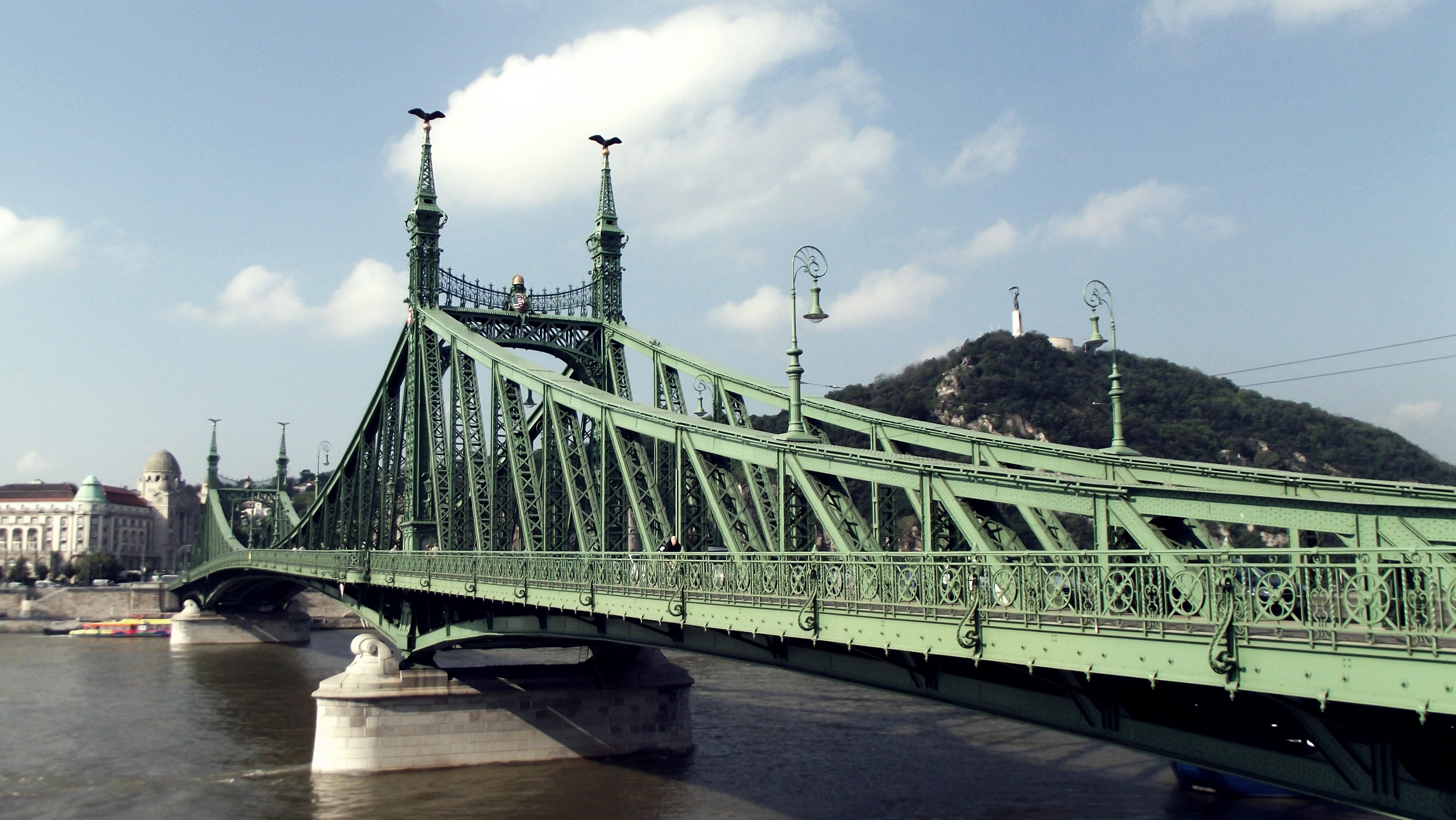
Szabadság-híd, Budapest
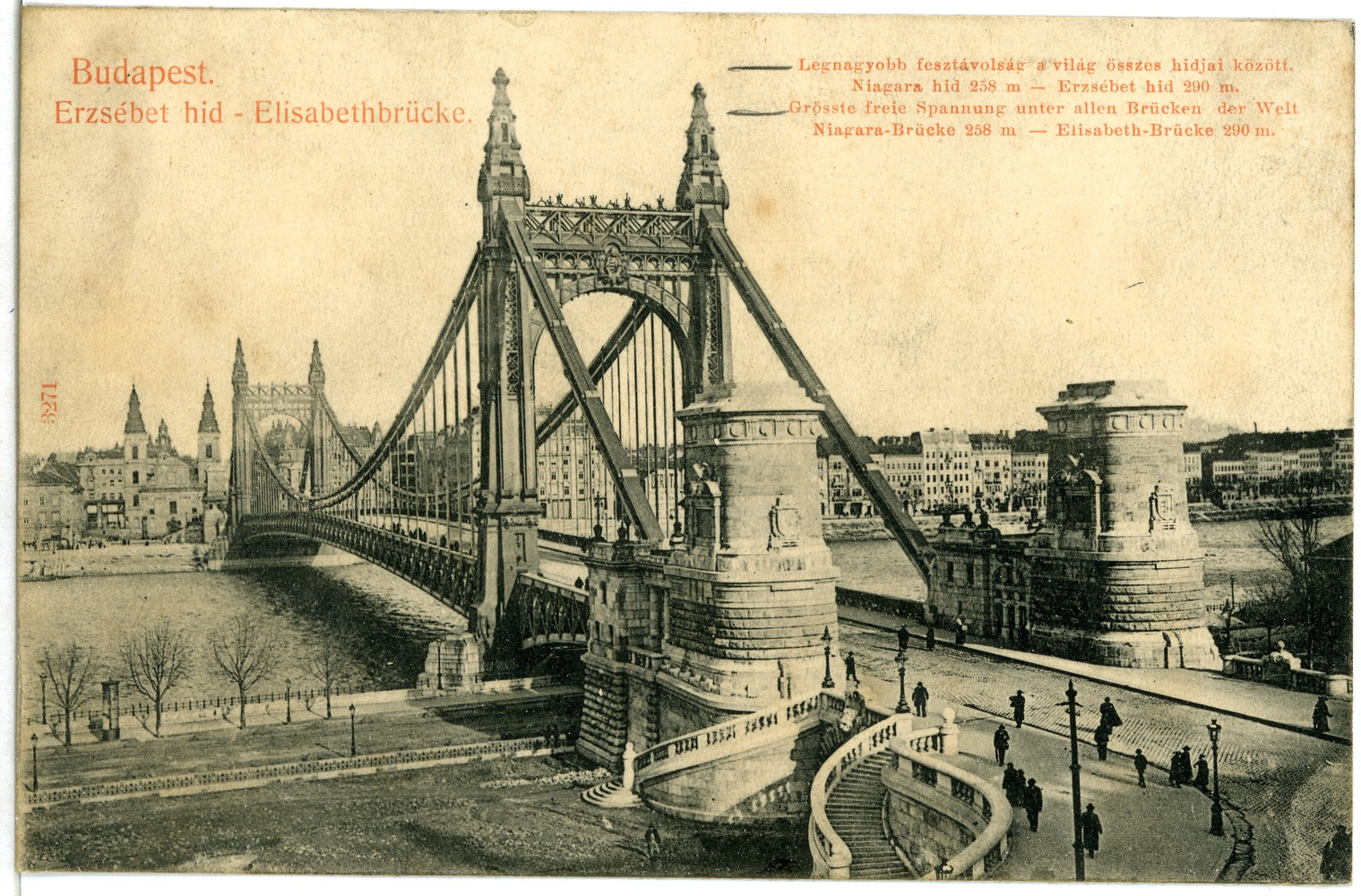
Régi Erzsébet-híd, Budapest
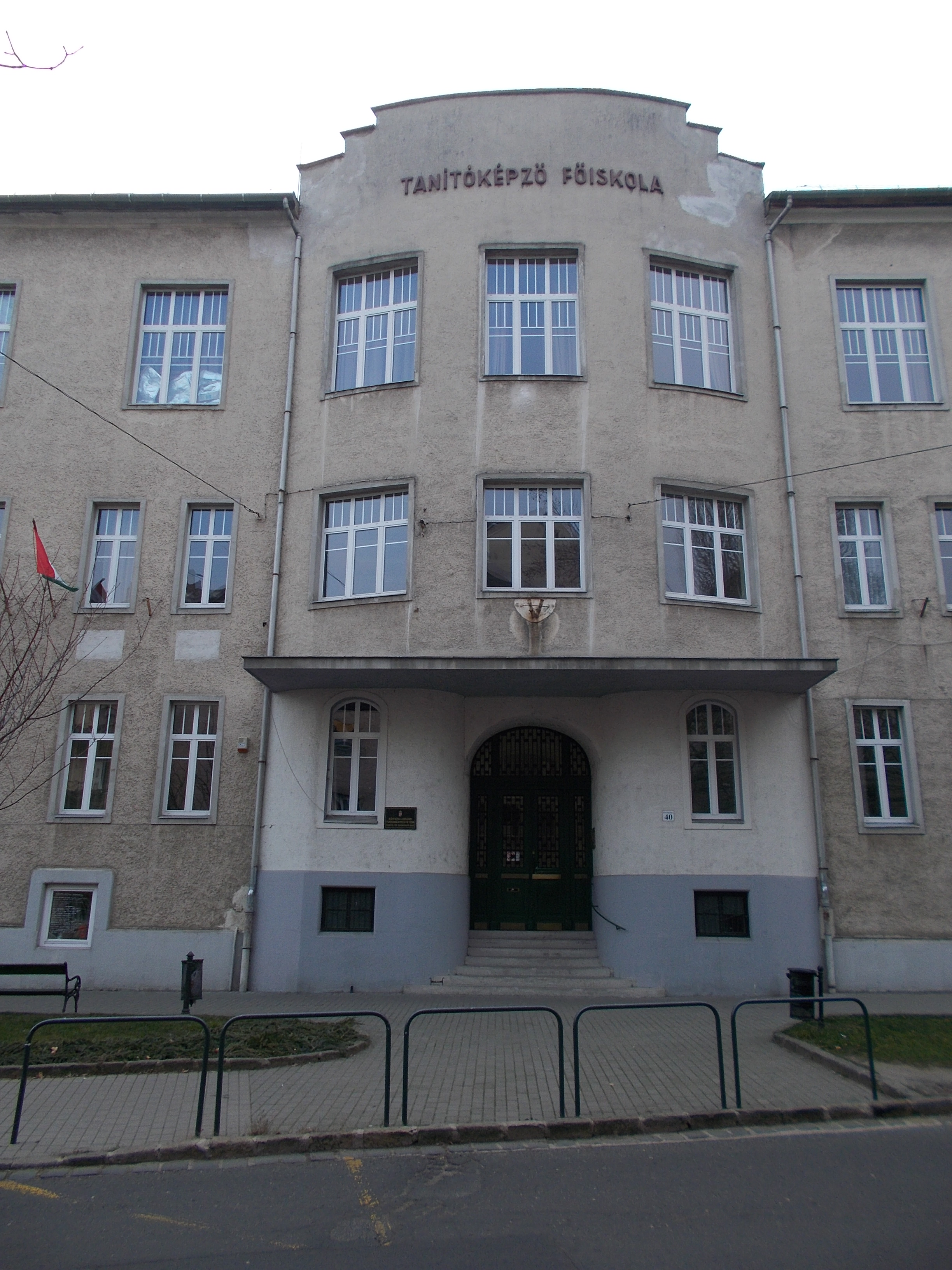
Budai Állami Tanítóképezde